# Mścisław I Harald

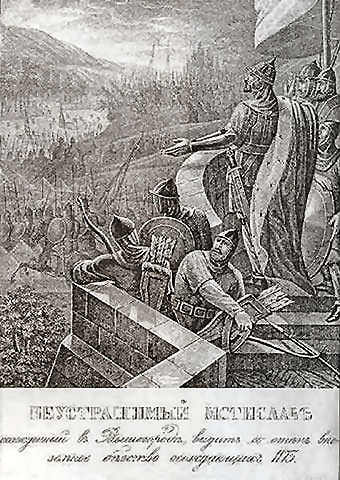
Mścisław I. Ilustracja Borysa Czorikowa do książki Artysta Karamazin lub historia Rosji w obrazach (Petersburg, 1836).

Mścisław Fiodor Harald, zwany również Wielkim (ur. ok. poł. lutego 1076, zm. 15 kwietnia 1132) – książę kijowski (1125–1132) z dynastii Rurykowiczów.

## Życiorys
Był najstarszym synem Włodzimierza II Monomacha. Kontynuował jego politykę, umacniając swoją władze nad innymi księstwami, aspirującymi do niezależności od Kijowa. Wyprawił się na ziemię połocką i mińską, osadzając w niej swojego syna Izjasława, a władców tych ziem wysyłając do Konstantynopola. Dwukrotnie dokonał najazdu na Litwę, biorąc dużą liczbę jeńców. Największym jego sukcesem było pokonanie Połowców w 1129 – od tego roku ich plemiona nie odważały się już atakować Rusi.
Śmierć Mścisława zapoczątkowała trwały okres rozbicia dzielnicowego Rusi.
Pierwszą żoną Mścisława była Krystyna, córka króla Szwecji Inge I Starszego. Miał z nią synów: Wsiewołoda Gawriła, Izjasława Pantelejmona, Rościsława Michała i Świętopełka oraz kilka córek, w tym Malmfrydę wydaną za króla Norwegii Sigurda I Krzyżowca, potem za króla Danii Eryka II, Ingeborgę, żonę księcia Jutlandii i króla Obodrytów Kanuta Lawarda, N., wydaną za Aleksego Komnena, syna cesarza bizantyńskiego Jana II, oraz N., żonę Wsiewołoda Olegowicza czernihowskiego. Z drugiej żony, nieznanego imienia córki posadnika nowogrodzkiego Dymitra Zawidowicza, miał synów Włodzimierza o przydomku Maczeszycz i Jaropełka oraz córkę Eufrozynę, wydaną za króla Węgier Gejzę II.